# PREN
Der PREN-Index (Pitting Resistance Equivalent Number) ist ein Maß für die Korrosionsfestigkeit eines nichtrostenden Edelstahls. In der ASTM G48 werden die näheren Prüfverfahren festgelegt.
Generell gilt: je höher der PREN-Wert, desto korrosionsfester der Stahl. Stähle mit PREN-Werten über 32 gelten als meerwasserbeständig.
Die Berechnung des PREN-Wertes erfolgt nach folgender Formel:
PREN = 1 × %Cr + 3,3 × %Mo + 16 × %N (w/w)
Weiterhin ist in der DIN EN ISO 15156 sowie in der amerikanischen NACE – für den Einsatz in schwefelwasserstoffhaltiger Umgebung bei der Öl- und Gasgewinnung – ein PREN-Wert ≥ 40 für Duplexstähle festgelegt. Ausnahme: Bei einem Molybdängehalt ≥ 1,5 % ist ein PREN-Wert ≥ 30 erlaubt.
In diesen Normen ist die Berechnung des PREN-Wertes, unter Berücksichtigung von Wolfram [W] in der Legierung, wie folgt definiert:
PREN = 1 × %Cr + 3,3 × (%Mo + 0,5 × %W) + 16 × %N